# Doença cardiovascular
Doenças cardiovasculares são uma classe de doenças que afetam o coração ou os vasos sanguíneos. Entre estas doenças estão as doenças arteriais coronárias, como a angina de peito e o enfarte agudo do miocárdio, acidentes vasculares cerebrais (AVC), cardiopatia hipertensiva, febre reumática, miocardiopatia, arritmia cardíaca, cardiopatia congénita, valvulopatias, cardite, aneurisma da aorta, doença arterial periférica e trombose venosa.
Os mecanismos subjacentes variam de acordo com a doença em questão. A doença arterial coronária, os acidentes vasculares cerebrais e a doença arterial periférica envolvem aterosclerose, que pode ser causada por hipertensão arterial, tabagismo, diabetes, falta de exercício físico, obesidade, colesterol elevado, dieta inadequada e consumo excessivo de bebidas alcoólicas. A hipertensão arterial é a causa de 13% das mortes por doenças cardiovasculares, o tabaco de 9%, a diabetes de 6%, a falta de exercício de 6% e a obesidade de 5%. A febre reumática cardíaca pode ter origem numa faringite estreptocócica que não tenha sido tratada.
Estima-se que 90% dos casos de doenças cardiovasculares possam ser evitados com medidas de prevenção. A prevenção da aterosclerose pode ser feita diminuindo os fatores de risco, através de medidas como seguir uma alimentação saudável, praticar exercício físico, evitar a exposição ao fumo de tabaco e limitando o consumo de álcool. O tratamento da hipertensão arterial e da diabetes também é benéfico. O tratamento das pessoas com faringite estreptocócica com antibióticos pode diminuir o risco de febre reumática. Ainda não é claro o benefício do uso de aspirina em pessoas de outra forma saudáveis. O United States Preventive Services Task Force recomenda que a aspirina não seja usada como medida de prevenção em mulheres com menos de 55 e homens com menos de 45 anos de idade, embora seja recomendada em alguns indivíduos mais idosos. O tratamento de pessoas com doenças cardiovasculares melhora o prognóstico.
As doenças cardiovasculares são a principal causa de morte em todo o mundo, exceto em África. Em conjunto, foram responsáveis pela morte de 17,3 milhões de pessoas em 2013 (31,5%), um aumento em relação às 12,3 milhões em 1990 (25,8%). Quando padronizadas para a idade, as mortes por doenças cardiovasculares são mais comuns e têm vindo a aumentar em grande parte dos países em vias de desenvolvimento, enquanto nos países desenvolvidos têm vindo a diminuir desde a década de 1970. A doença arterial coronária e o AVC são responsáveis por 80% das mortes por doenças cardiovasculares em homens e 75% em mulheres. As doenças cardiovasculares são progressivamente mais comuns com o avanço da idade. Nos Estados Unidos, apenas 11% das pessoas entre os 20 e 40 anos têm doenças cardiovasculares, 37% entre os 40 e 60 anos de idade, 71% entre os 60 e 80 anos de idade e 85% em pessoas com mais de 80 anos. A idade média de morte por doença arterial coronária em países desenvolvidos é de 80 anos, enquanto que nos países em desenvolvimento é de 68 anos. A doença manifesta-se em média sete a dez anos mais cedo em homens do que em mulheres.